# Libertarismo deontologico
Il libertarismo (o libertarianismo) dei diritti naturali, noto anche come liberalismo deontologico, libertarismo (o libertarianismo) deontologico, moralismo libertario, libertarismo filosofico o libertarismo teorico dei diritti, è la teoria secondo cui tutti gli individui possiedono determinati diritti naturali o morali, principalmente diritti di sovranità individuale, e che quindi gli atti di aggressione e di frode sono violazioni dei suddetti diritti e questo è un motivo sufficiente per opporsi a tali atti. Il libertarismo deontologico è uno dei due punti di vista etici all'interno del libertarismo di destra, l'altro è il libertarismo consequenzialista, che sostiene il libero mercato e forti diritti di proprietà privata solo sulla base del fatto che porterebbero a conseguenze favorevoli come prosperità ed efficienza.
Il libertarismo deontologico si basa sul principio di non aggressione (NAP), istanza morale che ritiene intrinsecamente illegittima l'aggressione, definita come la minaccia o l'uso di violenza, contro una persona o contro l'altrui legittima proprietà. I libertari deontologici ritengono che questo principio sia la base di tutta la moralità e quindi credono che qualsiasi violazione di questo principio sia immorale, indipendentemente da altri argomenti che potrebbero essere invocati per giustificare le violazioni.

## Filosofia
Alcuni libertari deontologici come Ayn Rand sostengono un governo minimo per proteggere le persone da qualsiasi violazione dei loro diritti e perseguire coloro che aggrediscono altri, venendo meno al NAP. Altri, come Murray Rothbard sostengono l'abolizione dello Stato (anarco-capitalismo) in quanto vedono lo Stato come un'iniziazione istituzionalizzata della forza (e quindi violazione del NAP) a causa della tassazione. La loro visione dei diritti naturali deriva, direttamente o indirettamente, dagli scritti di San Tommaso d'Aquino e di John Locke. Hans-Hermann Hoppe, invece, sostiene l'abolizione dello stato sulla base dell'etica dell'argomentazione.

### Sostegno politico
Il libertarismo deontologico è la forma di libertarismo ufficialmente sostenuta dal Partito Libertario negli Stati Uniti. Per diventare un membro tesserato, è necessario firmare un giuramento in cui ci si oppone all'aggressione per raggiungere obiettivi politici o sociali.

## Critica
Alcuni libertari sostengono che una riduzione del principio di non aggressione può portare la massima libertà al maggior numero di persone. Murray Rothbard ha risposto a questa critica affermando che i mezzi non dovrebbero mai contraddire i fini. I libertari consequenzialisti chiedono "Quale forza autorevole ha dotato me e tutti gli altri esseri umani vivi del diritto e della responsabilità della proprietà? Come si può provare, comprovare o giustificare la sua esistenza?", a ciò Rothbard ha risposto facendo appello a un processo dell'eliminazione che ha concluso affermando che il controllo di sé stessi è l'unica posizione etica difendibile.
Il filosofo Jonathan Wolff critica il libertarismo deontologico come incoerente, scrivendo che non sarebbe in grado di spiegare perché i danni subiti dai perdenti nella concorrenza economica non violino il principio del controllo di sé stessi e che i suoi sostenitori dovrebbero "contrabbandare disonestamente" gli argomenti consequenzialisti nel loro ragionamento per giustificare l'istituzione del libero mercato.